# Accademia dei Virtuosi al Pantheon
La Pontificia Insigne Accademia di Belle Arti e Letteratura dei Virtuosi al Pantheon è un'accademia pontificia nata nel XVI secolo, avente per statuto lo scopo «di favorire lo studio, l'esercizio ed il perfezionamento delle Lettere e Belle Arti, con particolare riguardo alla letteratura d'ispirazione cristiana e all'arte sacra in tutte le sue espressioni, e di promuovere l'elevazione spirituale degli artisti, in collegamento con il Pontificio Consiglio della Cultura».

## Storia

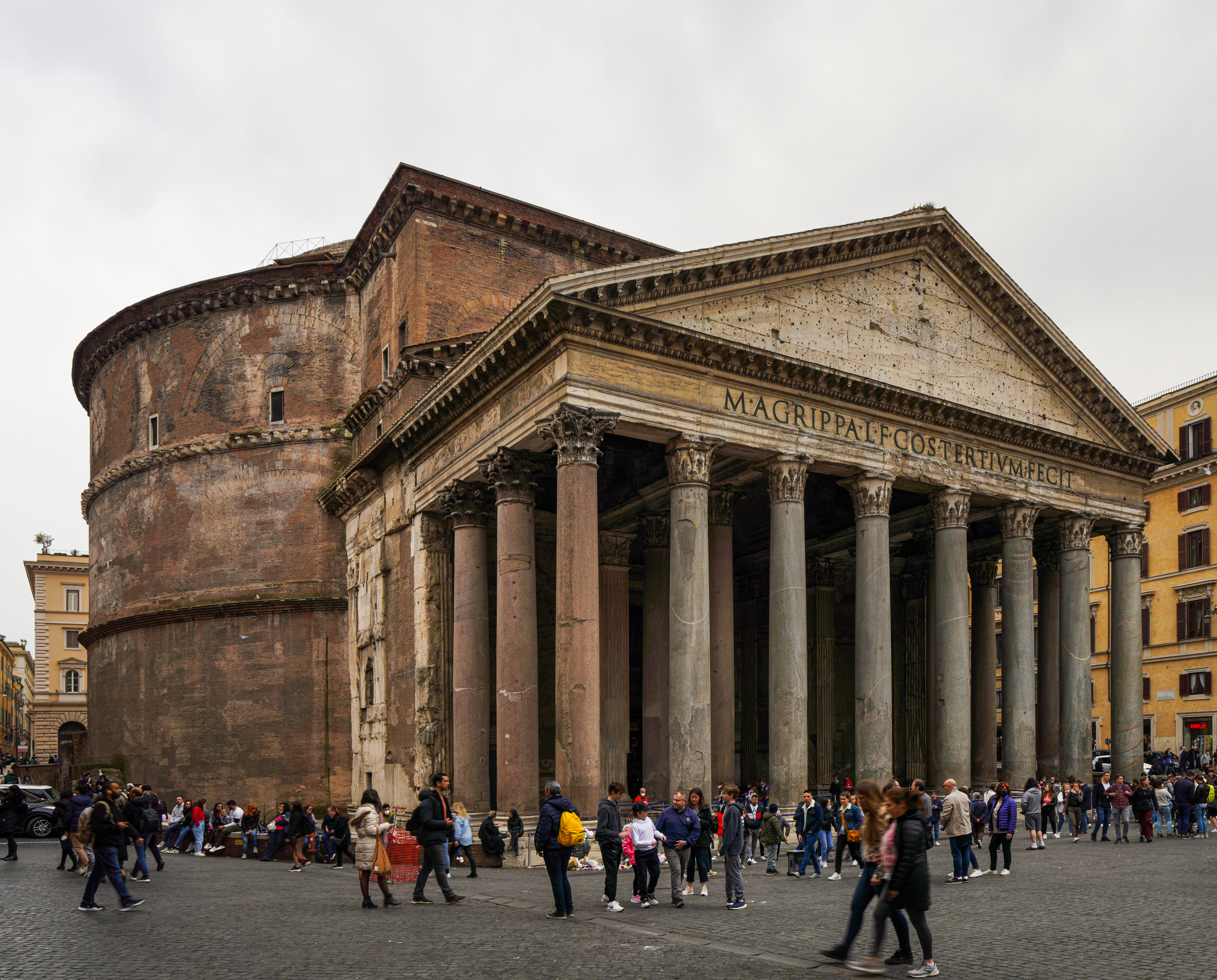
Chiesa di Santa Maria ad Martyres, sede storica dell'Accademia dei Virtuosi al Pantheon.

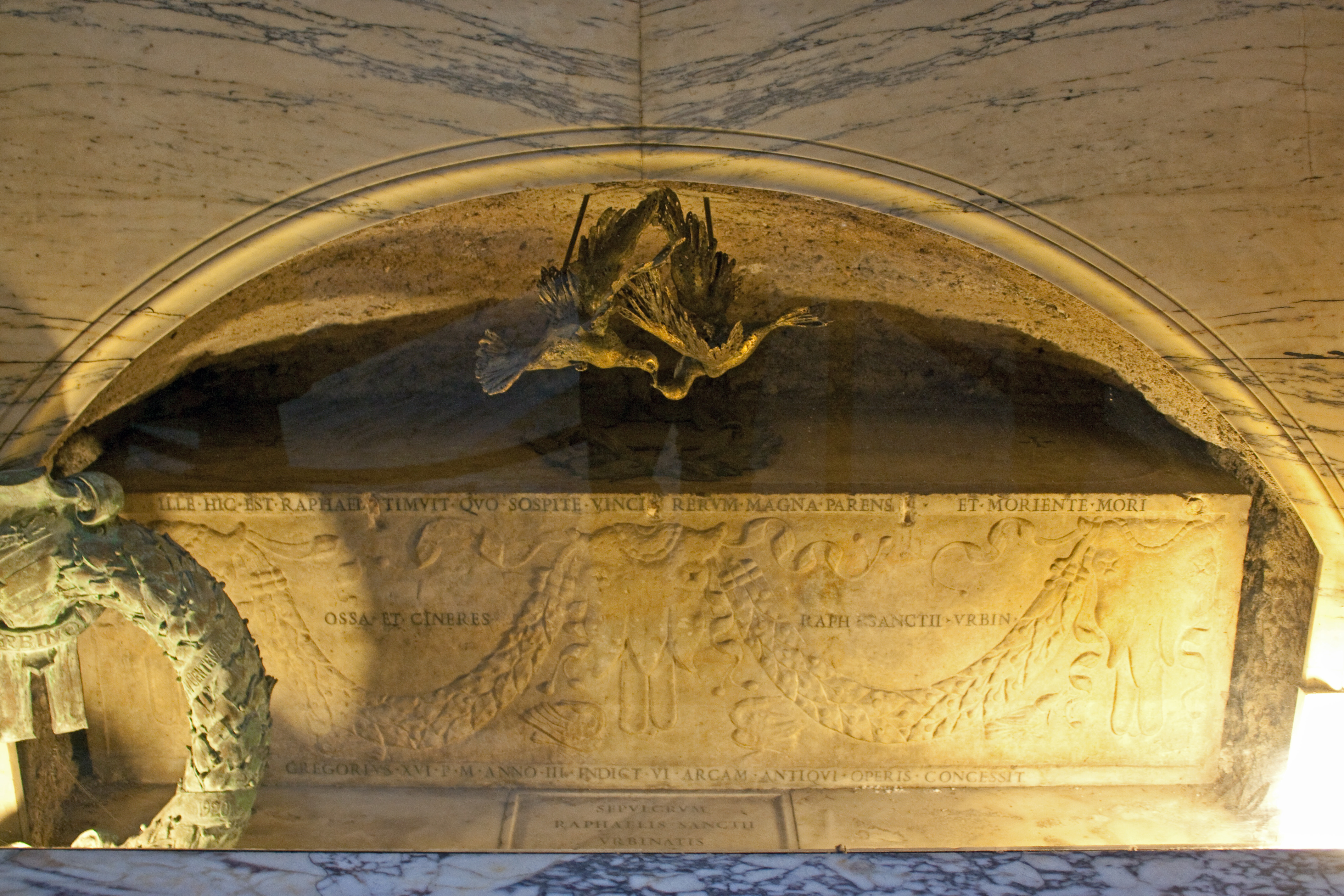
La tomba di Raffaello al Pantheon.

L'associazione nacque nella prima metà del XVI secolo a Roma, sotto la denominazione di «Compagnia di San Giuseppe di Terra Santa alla Rotonda», che dette anche il nome alla cappella nella chiesa di Santa Maria ad Martyres di cui aveva il patronato, concessagli da papa Paolo III. Erroneamente Gaetano Moroni ritenne che nella suddetta cappella vi fosse seppellito Raffaello. Gli associati erano "virtuosi", ossia artisti (pittori, scultori, architetti) i quali si proponevano opere di carità nei confronti degli associati («visitar i fratelli infermi, e quando morissero accompagnarli al sepolcro, dispensar limosine ai poveri, dotar fanciulle con venticinque scudi e col vestimento»). Fra i primi associati vi furono Taddeo Zuccari, Giacomo Barozzi da Vignola, Beccafumi, il Sermoneta, Giovanni Mangone e Antonio da Sangallo il Giovane; il fondatore e primo Reggente fu il monaco cistercense Desiderio d'Adiutorio (1481-1546), piombatore delle bolle apostoliche e canonico della stessa chiesa del Pantheon. La congregazione fu riconosciuta da papa Paolo III il 15 ottobre 1542. Essa resta perciò il più antico sodalizio artistico romano esistente.
In occasione nella festa di San Giuseppe furono allestite periodicamente fino al 1750 delle mostre sotto il pronao del Pantheon. Nel 1833, la Congregazione decise di far eseguire degli scavi sotto l'edicola con la statua della "Madonna del Sasso", realizzata da Lorenzetto, per identificare i resti di Raffaello. Pochi anni dopo, nel 1838, il reggente perpetuo Giuseppe De Fabris ottenne da Gregorio XVI l'approvazione di un nuovo statuto nel quale erano previsti, con fondi dell'erario, concorsi di pittura, scultura ed architettura su soggetti sacri ai quali potevano partecipare artisti cattolici di tutte le nazioni. Il titolo di «Pontificia» fu concesso nel 1861 da Pio IX, mentre il titolo di Accademia fu attribuito da Pio XI nel 1928.
Con lo statuto approvato nel 1995, la Pontificia Accademia dei Virtuosi al Pantheon è in collegamento con il Pontificio Consiglio della Cultura. Ne fanno parte cinquanta accademici ordinari di nomina papale divisi in cinque classi (1. Architetti, 2. Pittori e Cineasti, 3. Scultori, 4. Studiosi o Cultori di discipline attinenti alle Arti e Musicisti, 5. Poeti e Scrittori); dopo l'80º anno di età gli accademici diventano "emeriti". Il Presidente, di nomina papale, rimane in carica cinque anni, e partecipa del Consiglio di Coordinamento fra le accademie pontificie.

## Presidenti
- Desiderio d'Adiutorio, dal 1º gennaio 1543 al 14 febbraio 1546
- Banco Giuntini, 1546
- Antonio Salamanca, 1547
- Alamanno (Manno Sbarra), 1548
- Gerardo Vulpes, 1549
- Gerolamo Siciolante, 1550
- Banco Giuntini, 1551
- Vincenzo Raimondi, 1554
- Jacopino del Conte, 1555
- Marcello Venusti, 1560
- Giovanni Battista "battiloro", 1561
- Federico Zuccari, 1572-1573
- Fra' Giovanni Federico "Piombatore Apostolico", 1576
- Francesco da Volterra, 1578
- Giacomo Casignola, 1579
- Federico Zuccari, 1580-1581
- Scipione Pulzone, 1582
- Lorenzo Fragni, 1583
- Camillo Ducci, 1584
- Martino Longhi, 1585
- Fra' Francesco Fanti, 1586
- Camillo Ducci, 1587
- Flaminio Vacca, 1596
- Giovanni Maria Nanino, 1597-1598
- Giovanni Maria Licona, 1599
- Giovanni Mugnoz, 1600
- Giovanni Maria Nanino, 1601
- Giovanni Mugnoz, 1602-1603
- Gerolamo Massei, 1604
- Giovanni Maria Elicona, 1605
- Giovanni Baglione,1606
- Giovanni Mugnoz, 1607
- Giovanni Elicona, 1608-1612
- Giovanni Baglione, 1612-1613
- Aurelio Egio, 1614
- Muzio Bianchini, 1615
- Ludovico d'Appiano 1616
- Muzio Bianchini, giugno-luglio 1616
- Giovanni Maria Elicona, 1617
- Giuseppe De Rosa, 1619-1620
- Andrea Gioccardi, gennaio 1621
- Giovanni Maria Elicona, febbraio 1621
- Giovanni Baglione, 1621
- Tommaso Salini, 1622-1623
- P. Mattei, 1624-1627
- Pasquale Pasqualini, 1628-1630
- Giuseppe Ghezzi, 1700
- Luigi Ghezzi, 1701-1703
- Domenico Roberti, 1704
- Sebastiano Cipriani, 1705-1706
- Filippo Leti, 1707
- Benedetto Luti, 1708-1709
- Sebastiano Cipriani, 1710-1711
- Carlo Francesco Bizzaccheri, 1712
- Filippo Luzzi, 1713-1714
- Niccolò del Giudice, 1715-1720
- Giovanni Cesare Pelucchi, 1721
- Ludovico Gregorini, 1722
- Giuseppe Petrucci,1723
- Michelangelo Cerruti,1724
- Giovanni Paolo Melchiorri, 1725
- Giovanni Cesare Pelucchi, 1726
- Giuseppe Petrucci, 1727
- Giacomo Cioli, 1728
- Domenico Gregorini, 1729
- Giovanni Cesare Pelucchi, 1730
- Giovanni Paolo Melchiorri, 1731
- Michelangelo Cerruti, 1732
- Giuseppe Petrucci, 1733
- Ermenegildo Hamerani, 1734
- Agostino Masucci, 1735
- Giovanni Battista Lucatelli, 1736
- Gabriele Valvassori, 1737
- Carlo Monaldi, 1738
- Clemente Orlandi, 1739
- Gaetano Fabrizi, 1740
- Agostino Masucci,1741
- Stefano Pozzi,1742
- Clemente Orlandi, 1743
- Alessandro Salini, 1744
- Francesco Mancini, 1745
- Luigi Vanvitelli, 1746
- Filippo della Valle, 1747
- Adrien Manglard, 1748
- Sebastiano Ceccarini, 1749
- Clemente Orlandi, 1750
- Carlo Monaldi, 1751
- Hendrk Frans van Lint, 1752
- Odoardo Vicinelli, 1753
- Giuseppe Silvestri, 1754
- Placido Costanzi, 1755
- Clemente Orlandi, 1756
- Filippo della Valle,1757
- Antonio Bicchierai, 1758
- Francesco Caccianiga, 1759
- Domenico Gregorini, 1760
- Clemente Orlandi, 1761
- Filippo della Valle,1762
- Antonio Bicchierai, 1763
- Giovanni Francesco Fiori, 1764
- Clemente Orlandi, 1765
- Domenico Gregorini, 1766
- Stefano Pozzi, 1767
- Carlo Puri de Marchis, 1768
- Andrea Bergondi, 1769
- Lorenzo Masucci, 1770
- Clemente Orlandi, 1771
- Salvatore Casali, 1772
- Carlo Puri de Marchis, 1773
- Francesco Antonio Navona, 1774
- Giovanni Angeloni, 1775
- Lorenzo Masucci, 1776
- Giovanni Francesco Fiori, 1777
- Francesco Antonio Navona, 1778
- Tommaso Righi, 1779
- Antonio Felice Hostini, 1780
- Lorenzo Masucci, 1781
- Giovanni Battista Ceccarelli, 1782
- Pietro Angeletti, 1783
- Vincenzo Pacetti, 1784
- Antonio Asprucci, 1785
- Francesco Felli, 1786
- Carlo Albacini, 1787
- Melchiorre Passalacqua, 1788
- Antonio Concioli, 1789
- Giuseppe Angelini, 1790
- Antonio Asprucci, 1791
- Giovanni Gottardi, 1792
- Vincenzo Pacetti, 1793
- Virginio Bracci, 1794
- Pietro Paolo Panci, 1795
- Giuseppe Barberi, 1796
- Pietro Paolo Panci, 1797
- Vincenzo Angeloni, 1798-1799
- Massimiliano Laboureur, 1800
- Virginio Bracci, 1801
- Domenico Corvi, 1802
- Camillo Pacetti, 1803
- Melchiorre Passalacqua, 1804
- Vincenzo Ferreri, 1805
- Vincenzo Pacetti, 1806
- Virginio Bracci, 1807
- Francesco Manno,1808
- Vincenzo Pacetti, 1809
- Francesco Ferrari, 1810
- Giovanni Micocca, 1811
- Pietro Fontana, 1812
- Tommaso Zappati, 1813
- Francesco Manno, 1814
- Giuseppe Boschi, 1815
- Vincenzo Martinucci, 1816
- Vincenzo Ferreri, 1817
- Vincenzo Pacetti, 1818
- Paolo Anzani, 1819
- Agostino Tofanelli, 1820
- Antonio Canova, Reggente Perpetuo, 1821-1822
- Leandro Biglioschi, 1821
- Vincenzo Martinucci, 1822
- Francesco Manno, 1823
- Pietro Belli, 1824
- Pietro Holl, 1825
- Jean-Baptiste Wicar, 1826
- Michele Ilari, 1827
- Giovanni Domenico Navone, 1828
- Luigi Durantini, 1829
- Giuseppe De Fabris, 1830
- Clemente Folchi, 1831
- Vincenzo Camuccini, 1832
- Giuseppe De Fabris, 1833-1834
- Giuseppe De Fabris, Reggente Perpetuo, 1835-1860
- Giovanni Domenico Navone, 1835
- Giovanni Silvagni, 1836
- Francesco Benaglia, 1837-1838
- Filippo Agricola, 1838-1840
- Pietro Camporese, 1841-1843
- Francesco Podesti, 1844-1846
- Martino Wagner, 1847-1849
- Giovanni Domenico Navone, 1849-1852
- Paolo Mercuri, 1853-1855
- Filippo Martinucci, 1856-1862
- Pietro Galli, 1862-1864
- Pietro Lanciani, 1865-1867
- Francesco Podesti, 1868-1870
- Filippo Gnaccarini, 1871-1873
- Salvatore Bianchi, 1874-1877
- Pietro Gagliardi  1888
- Francesco Vespignani, 1898
- Biagio Biagetti
- Arnaldo Zocchi
- Bartolomeo Nogara
- Giulio Barluzzi
- Vincenzo Passarelli, 1974-1978
- Bruno Molajoli, 1978-1985
- Armando Schiavo, 1985-1994
- Vitaliano Tiberia, 1995-2016
- Pio Baldi, 2016